# Christina Romer
Christina Duckworth Romer, de soltera Duckworth, (Alton, 25 de diciembre de 1958) es una profesora estadounidense. Es profesora de economía Garff B. Wilson de la promoción de 1957 en la Universidad de California, Berkeley y ex presidenta del Consejo de Asesores Económicos en la administración de Obama. Renunció a su cargo en el Consejo de Asesores Económicos el 3 de septiembre de 2010.
Después de su nominación y antes de que la administración de Obama asumiera el cargo, Romer trabajó con el economista Jared Bernstein como coautora del plan de la administración para la recuperación de la recesión de 2008. En una presentación de video de enero de 2009, habló sobre los detalles del programa de creación de empleo que la administración Obama presentó al Congreso.

## Biografía
Romer nació en Alton, Illinois. Fue al instituto GlenOak High School de Canton, Ohio hasta junio de 1977. Terminó su título de grado en económicas del College of William & Mary en 1981, y su doctorado del Instituto de Tecnología de Massachusetts en 1985. Sus tutores fueron Rudi Dornbusch y Peter Temin. Al terminar su doctorado, comenzó a trabajar como profesora asociada en la Universidad de Princeton. En 1988 se trasladó a la Universidad de California en Berkeley y consiguió una titularidad en 1993.

## Investigación
Los primeros trabajos de Romer se centraron en una comparación de la volatilidad macroeconómica antes y después de la Segunda Guerra Mundial. Romer demostró que gran parte de lo que parecía ser una disminución de la volatilidad se debió a una mayor recopilación de datos económicos, aunque las recesiones se han vuelto menos frecuentes con el tiempo.
También investigó las causas de la Gran Depresión en los Estados Unidos y cómo Estados Unidos se recuperó de la depresión. Su trabajo mostró que la Gran Depresión fue más severa en los EE. UU. que en Europa, y tuvo causas algo diferentes a las de la Gran Depresión en Europa. Romer demostró que las medidas de política fiscal del New Deal, aunque innovadoras, eran muy insuficientes y quedaron eclipsadas por el aumento de impuestos de Hoover dos años antes. Sin embargo, la política monetaria accidental jugó un papel importante en la recuperación de Estados Unidos de la depresión. Esta política monetaria provino primero de la devaluación del dólar en términos de oro en 1933-1934, y luego de la fuga de capital europeo a los EE. UU. relativamente estables a medida que la guerra en Europa se hizo más probable.
Realizó un extenso trabajo sobre política fiscal y monetaria desde la Gran Depresión hasta el presente, utilizando notas de las reuniones del Comité Federal de Mercado Abierto (FOMC) y los materiales preparados por el personal de la Fed para estudiar cómo toma sus decisiones la Reserva Federal. Su trabajo sugiere que parte del crédito por el crecimiento económico relativamente estable en la década de 1950 debe residir en la buena política realizada por la Reserva Federal, y que los miembros del FOMC en ocasiones podrían haber tomado mejores decisiones al confiar más estrechamente en pronósticos hechos por el personal profesional de la Fed.
Su trabajo con David Romer se ha centrado en el impacto de la política fiscal en el gobierno y el crecimiento económico general. Este trabajo analiza el registro histórico de los cambios en los impuestos de EE. UU. desde 1945 hasta 2007, excluyendo los cambios en los impuestos "endógenos" realizados para combatir las recesiones o compensar el costo del nuevo gasto público. Encuentra que tales aumentos de impuestos "exógenos", realizados por ejemplo para reducir los déficits presupuestarios heredados, reducen el crecimiento económico (aunque en cantidades menores después de 1980 que antes). Romer y Romer además no encuentran "ningún apoyo para la hipótesis de que los recortes de impuestos restrinjan el gasto público; de hecho... los recortes de impuestos pueden aumentar el gasto. Los resultados también indican que el principal efecto de los recortes de impuestos en el presupuesto del gobierno es inducir subsiguientes aumentos de impuestos legislados". Sin embargo, señala que "nuestro punto de referencia sugiere que un aumento de impuestos exógenos del uno por ciento del PIB reduce el PIB real en aproximadamente un tres por ciento".

## Carrera profesional

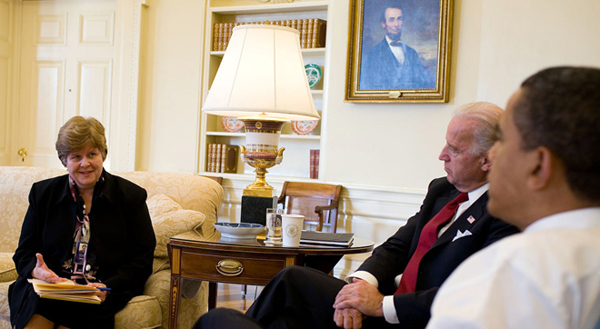
Reunión de Romer con el presidente Obama y el vicepresidente Biden.

Fue vicepresidenta de la Asociación Económica Estadounidense, recibió una beca de la Fundación John Simon Guggenheim Memorial, miembro de la Academia Estadounidense de las Artes y las Ciencias, ganadora del Premio a la Enseñanza Distinguida de Berkeley y ganadora del Premio Visionario del Consejo de Educación Económica. La profesora Romer es codirectora del Programa de Economía Monetaria de la Oficina Nacional de Investigación Económica, y fue miembro del Comité de Datos del Ciclo Económico de NBER hasta que renunció a este cargo el 25 de noviembre de 2008. Se reincorporó al Comité de citas del ciclo comercial de NBER en 2010.
En 2008, Romer estaba lista para unirse a la facultad de economía de Harvard, mientras que a su esposo se le ofreció un puesto en la Escuela de Gobierno Kennedy de la universidad. Sin embargo, los Romer permanecieron en Berkeley después de que Drew Gilpin Faust, presidente de Harvard, vetara su nombramiento. Su decisión resultó en una discusión sustancial dentro del área y en los medios de comunicación. Las motivaciones de la decisión de Faust de bloquear el nombramiento de Romer siguen sin estar claras, aunque la especulación se ha centrado en una oposición entre los economistas "nuevos clásicos " a sus tendencias de "Nueva economía keynesiana", o una renuencia a nombrar profesores formados en el MIT en Harvard.
Romer es profesora en el Departamento de Economía de la Universidad de California en Berkeley. En 2021 fue nombrada Fellow de la Econometric Society.

### Presidenta del Consejo de Asesores Económicos
El equipo de transición de Obama contactó con ella en noviembre de 2008 sobre el puesto de presidente de la CEA debido a su profundo conocimiento de la Gran Depresión. A fines de 2008, junto con sus colegas asesores económicos Larry Summers y Peter R. Orszag, presentó al entonces presidente electo Barack Obama recomendaciones para un paquete de estímulo. Romer calculaba que era necesario un paquete de 1,8 billones de dólares para cerrar la brecha de producción, pero Summers rechazó la propuesta y optó por no incluirla en el memorando por temor a que el Congreso no aprobara un paquete de un billón de dólares. La administración Obama finalmente aprobó un paquete de 800 mil millones de dólares.
Dejó la CEA para regresar a la Universidad de California en Berkeley en septiembre de 2010 y dijo que su salida de la administración de Obama se había planificado para que su hijo menor pudiera comenzar la escuela secundaria en Berkeley.
A fines de octubre de 2011, Romer publicó un editorial en The New York Times en el que pedía al presidente de la Reserva Federal, Ben Bernanke, que comenzara a fijar como objetivo el PIB nominal, citando argumentos de los economistas Greg Mankiw, Robert Hall y Scott Sumner.

## Familia
Está casada con David Romer, su compañero de clase en el MIT y colega en el departamento de economía de la Universidad de California en Berkeley. Ambos tienen oficinas contiguas en el departamento, y colaboran en gran parte de su investigación. La pareja tiene tres hijos juntos. No está emparentada con Paul Romer, el economista famoso por su trabajo sobre la teoría del crecimiento endógeno, aunque tiene un hijo con el mismo nombre.